# سيدني سيغل
سيدني سيغل (بالإنجليزية: Sidney Siegel)‏ هو عالم نفس أمريكي، ولد في 4 يناير 1916 في نيويورك في الولايات المتحدة، وتوفي في 29 نوفمبر 1961.